# Le Bandit (film, 1955)
Cet article concerne le film d'Edgar George Ulmer. Pour le film d'Alberto Lattuada, voir Le Bandit.
Pour les articles homonymes, voir Bandit (homonymie).
Pour plus de détails, voir Fiche technique et Distribution.
Le Bandit (The Naked Dawn) est un western de Edgar George Ulmer sorti en 1955.

## Liminaire
Le Bandit est un western atypique traité avec « un ton lyrique et littéraire en rupture avec les règles du genre ». Autre caractéristique originale : le comportement du hors-la-loi (ici incarné par Arthur Kennedy) va à l'encontre des stéréotypes en vigueur dans le cinéma de genre. De plus, excepté les scènes décrivant le vol d'un train de marchandises et celle du dénouement final, Le Bandit est dépourvu d'actions brutales. « En même temps, à travers le personnage de Santiago (Arthur Kennedy), le film distille une mélancolie poignante qui se hausse aisément au tragique. ». Enfin, le personnage de Maria, est un exemple de femme volontaire, interprété par l'actrice Betta St.John.

## Synopsis
Au Mexique, deux paysans, Santiago et Vicente, désillusionnés par la révolution, deviennent bandits et dévalisent un wagon de marchandises stationné en gare de Matamoros. Vicente est, néanmoins, mortellement atteint par un veilleur de nuit. Santiago assomme celui-ci et fuit avec son complice. Il demeure auprès de Vicente jusqu'à son ultime soupir, se comportant auprès de lui comme son confesseur. Il finit par trouver refuge chez un couple de jeunes fermiers, Manuel et Maria. Aidé de Manuel, Santiago délivre le butin - quatre caisses de montres-bracelets - à Guntz, un agent des douanes corrompu, et qui refuse de lui donner la part dévolue à Vicente. Plus tard, Maria est victime des brutalités de son époux, attiré par l'argent de Santiago, et cherche à fuir avec le bandit. Sauvé de la mort par celui-ci, alors qu'il tentait de l'assassiner, Manuel finira par s'amender et traitera désormais beaucoup mieux sa femme. Toutefois, Santiago, récupéré et lâchement abattu par Guntz, l'organisateur du hold-up de la gare, ira mourir secrètement au pied d'un arbre, se remémorant les derniers instants passés auprès de son complice, Vicente.

## Fiche technique
- Titre : Le Bandit
- Titre original : The Naked Dawn
- Réalisateur : Edgar George Ulmer
- Scénario : Julian Zimet, Nina et Herman Schneider
- Photographie : Frederick Gately
- Musique : Herschel Burke Gilbert
- Son : Robert Roderick
- Montage : Dan Milner
- Décors : Harry Reif
- Script-girl : Shirley Ulmer
- Pays d'origine : États-Unis
- Format : Technicolor
- Genre : Western
- Dates de sortie : 2 novembre 1955 à Los Angeles ; 9 mars 1956 en France
- Production :  James O. Radford pour Universal International
- Durée : 82 minutes

## Distribution
- Arthur Kennedy  (V.F : Rene Arrieu)  : Santiago
- Betta St. John  (V.F : Arlette Thomas)  : Maria
- Eugene Iglesias  (V.F : Philippe Mareuil): Manuel
- Roy Engel (V.F : Raymond Loyer) : Guntz
- Tony Martinez : Vicente
- Charlita  (V.F : Joelle Janin): Tita
- Francis McDonald (V.F : Paul Ville) : le veilleur de la gare